# Heizregister
Das Heizregister ist ein rekuperativer Wärmeübertrager und wird in der Gebäudeklimatisierung eingesetzt. In Lüftungs- und Klimaanlagen erhöht es zur Luftaufbereitung die Temperatur.
Das Heizregister kann für unterschiedliche Aufgaben eingesetzt werden:
Vorerhitzer
- heben im Winter die Temperatur der frischen Außenluft auf +5 °C an, um Frostschäden an nachgeschalteten wassergefüllten Anlagenkomponenten zu verhindern.
- heben zur Filtertrocknung die Lufttemperatur um 2 bis 3 K an, damit Nebel oder von der Luft mitgetragene Regentröpfchen den zu schützenden Luftfilter nicht durchnässen.
- heben vor einer Verdunstungsbefeuchtung die Lufttemperatur an, um eine bessere Feuchteaufnahme der Luft zu erreichen.

Erhitzer
- temperieren die frische Außenluft so, dass die Zuluft nicht zu kalt in die Räume gefahren wird.
- überwärmen die Zuluft so, dass die statische Heizung der Räume entlastet oder ersetzt wird.

Nacherhitzer
- sind einem Kühler nachgeschaltet und heben die Lufttemperatur hinter einem Entfeuchtungsprozess so weit an, dass die Zuluft nicht zu kalt in die Räume gefahren wird.
- sind einer Wärmerückgewinnung nachgeschaltet, um die Zulufttemperatur über die Ablufttemperatur anzuheben.
- sind der zentralen Luftaufbereitung nachgeschaltet und stellen für verschiedene Zuluftzonen unterschiedliche Temperaturen zur Verfügung.

Der Begriff wurde auch für eine Erweiterung des Ofenrohres für Holz- und Kohlezimmeröfen verwendet. Es wird auch Nachheizkasten genannt. Durch diese Erweiterung wurde der Rauch geleitet, um noch mehr Wärme abzugeben, ehe er in den Kamin geleitet wurde. Man könnte auch von einer Nachschalt-Heizfläche sprechen. Konkrete Angaben zur Wirkungsgradverbesserung lassen sich nicht finden. Für ein wassergeführtes Nachheizregister existieren Messwerte. Mit wassergeführtem Nachheizregister betrug der Abgasverlust 40 %, bei Überbrückung des Nachheizregisters waren es 63 %. 